# Уттаркаши (округ)
Уттаркаши (англ. Uttarkashi) — округ в индийском штате Уттаракханд в регионе Гархвал. Административный центр округа — город Уттаркаши. Округ расположен в высокогорном регионе Гималаев. На его территории находятся истоки священных рек Ганги и Ямуны, из-за чего он является важным центром паломничества для индуистов.
На севере Уттаркаши граничит со штатом Химачал-Прадеш, на северо-востоке — с Тибетом, на востоке — с округом Чамоли, на юго-востоке — с округом Рудрапраяг, на юге — с округом Тихри-Гархвал и на западе — с округом Дехрадун.
Согласно всеиндийской переписи 2001 года, население округа составляло 295 013 человек, из них индуистов — 290 201, мусульман — 2817 (0,95 %) и буддистов — 1239 человек.